# Казимир Мошинський
Казімеж Теофіль Францішек Мошинський (пол. Kazimierz Teofil Franciszek Moszyński; 05.03.1887–30.03.1959) — польський етнограф і славіст, професор Ягеллонського (1926–59) і Віленського університетів (1935–39). Дійсний член Польської АН та Наукового товариства імені Шевченка. Редактор часопису «Lud Slowianski».

## З життєпису
Народився в м. Варшава. Почав свою наукову діяльність з регіональних досліджень, від яких перейшов до більш широкої тематики. Репрезентував в етнографії критичний еволюціонізм, хоча в оцінках давніх теорій про розвиток культур був близьким у поглядах до культурно-історичної школи; Мошинський відстоював тезу про стадіальність розвитку культури; зібрав та систематизував величезний матеріал з історії Польщі.
У працях «Badania nad pochodzeniem i pierwotn y kultur Slowian» (1925, «Дослідження походження та первісної культури слов'ян») та «Pierwotny zasieg jzyka praslowianskiego» (1957) обстоював думку про волинсько-південнополіську прабатьківщину слов'ян. Його фундаментальна праця «Kultura ludowa Slowian» (t. 1. Krakόw, 1929–39, перевидання у Варшаві 1967–68; «Народна культура слов'ян») містить величезний матеріал з культури та побуту українського народу. Україні також присвячені деякі праці: «Obrzędy, wiara i poweci ludu z okolic brzezan (1913)», «Z Ukrainy» (1913), «Polesie Wschodnie» (1928). Серед інших відомих праць М. — «Людина» («Czlowiek: Wstęp do etnografii powszechnej i etnologii», Wrocław–Krakόw–Warszawa, 1958), в якій висловлені загальнотеоретичні погляди, і «Atlas kultury ludowej w Polsce» (z. 1–3, 1934–36).
Помер у м. Краків.